# 魯斯皮納戰役
魯斯皮納戰役是指前46年1月4日，平民派領袖尤利烏斯·凱撒在羅馬行省阿非利加魯斯皮納（位於今突尼西亞）爆發的戰役。其中貴族派領袖提圖斯·拉比埃努斯指揮羅馬共和國軍隊，和忠於凱薩的軍隊交戰。拉比埃努斯曾經是凱撒在高盧戰爭期間的副將，但在凱撒內戰爆發時叛逃到共和國軍隊一方，並在格奈烏斯·龐貝遭殺害後領導其支持者。